# Hans Rytterströms
Hans Rytterströms var ett svenskt dansband från Eskilstuna. Orkestern bildades 1989 och var verksam till 2004.
Orkestern medverkade bland annat i TV-programmet Café Norrköping med Ragnar Dahlberg. Hans Rytterströms gjorde i början av 1990-talet några skivor på Bert Karlssons bolag Mariann Grammofon.
Medlemmarna i bandet har växlat under åren men var från början: Hans Rytterström (sång, bas, trumpet, gitarr), Ronnie Ejdetjärn (trummor, sång), Gunnar Klavins (klaviatur, gitarr, dragspel), Greger Nordfeldt (alt- och tenorsaxofoner, tvärflöjt, gitarr, sång), Veijo Kopakkala (bas och sång) och under senare år Bo Edwing (gitarr, bas) och Josef Skotniczny (klaviatur, dragspel).
Orkesterns signum var att spela allt "live" utan bakgrunder och att sjunga mycket stämsång.
Hans Rytterström har efter flera års uppehåll bildat ny orkester, Rytterströms, med medlemmarna Håkan Carlsson, dragspel, Stefan Ahlin bas och sång, Janolov Sjöberg, trummor och självklart Hans Rytterström själv på gitarr och sång.

## Album
- Hallå, slå en signal - 1993

## Singlar
- Tusentals gånger (test svensktoppen 31 juli 1993)
- Hallå slå en signal